# Rokatenda
Rokatenda (Indonesisch: Gunung Rokatenda) is een stratovulkaan op het Indonesische eiland Palu'e in de provincie Oost-Nusa Tenggara.